# 苏加帕
苏加帕（Sugapa）是印度尼西亚巴布亚省的一个城镇，是因潭查亚县的行政中心。2010年统计，苏加帕区（印尼语：Distrik Sugapa）共有9,528人。城镇地处毛克山脉的河谷处，西边有一座小机场。

## 资料来源
1. ↑  Biro Pusat Statistik, Jakarta, 2011.